# Chalkidona
Chalkidona (tiếng Hy Lạp: ?) là một khu tự quản ở vùng Trung Makedonías, Hy Lạp. Khu tự quản Chalkidona có diện tích 391 km², dân số theo điều tra ngày 18 tháng 3 năm 2001 là 34299 người.